# Округ Њу Лондон (Конектикат)
Округ Њу Лондон (енгл. New London County) је округ у америчкој савезној држави Конектикат.

## Демографија
По попису из 2010. године број становника је 274.055, што је 14.967 (5,8%) становника више него 2000. године.
| Група             | 2000.           | 2010.           |
| Белци             | 219.542 (84,7%) | 214.605 (78,3%) |
| Афроамериканци    | 13.703 (5,3%)   | 16.025 (5,8%)   |
| Азијати           | 5.075 (2,0%)    | 11.383 (4,2%)   |
| Хиспаноамериканци | 13.236 (5,1%)   | 23.214 (8,5%)   |
| Укупно            | 259.088         | 274.055         |